# Buninga
Buninga (englisch Buninga Islan) ist eine bewohnte Insel in der Provinz Shefa von Vanuatu im Pazifischen Ozean. Die Insel ist Teil des Archipels der Shepherd-Inseln.

## Geografie
Buninga Island liegt 2 km südwestlich von Tongariki. Die Insel hat einen Durchmesser von 1,5 km. Die geschätzte Höhe des Geländes über dem Meeresspiegel beträgt 209 m.

## Demografie
Im Jahr 2015 betrug die offizielle Einwohnerzahl 112 Personen in 23 Haushalten.